# David Fuchs (Schriftsteller)
David Fuchs (* 1981 in Linz) ist ein österreichischer Schriftsteller, Onkologe und Palliativmediziner.

## Leben und Werk
David Fuchs studierte in Wien Medizin. Für die Ausbildung zum Facharzt für Innere Medizin kehrte er nach Linz zurück. Als Autor hat er zunächst Kurzgeschichten veröffentlicht und sich dann auch als Lyriker hervorgetan. 2015/16 absolvierte er den Intensivlehrgang der Leondinger Akademie für Literatur.
2018 erschien sein Debütroman Bevor wir verschwinden, der in der Kategorie „Debütpreis“ des Österreichischen Buchpreises nominiert wurde. Ein Auszug daraus (die Erzählung „Fingerfallen“) wurde bereits 2016 mit dem ersten Preis des FM4-Wortlaut-Kurzgeschichtenwettbewerbs ausgezeichnet. In dem Roman absolviert ein angehender Arzt ein vierwöchiges Praktikum auf einer Onkologie-Station und trifft dort einen alten Bekannten wieder, der im Sterben liegt. Der Roman erhielt positive Kritiken in Österreich und Deutschland.
Sein zweiter Roman Leichte Böden erschien 2020 und behandelt die Themen Altersschwäche und Demenz. Das Buch wurde von der Kritik etwas verhaltener aufgenommen als der Erstling.
Mit Handbuch der Pflanzenkrankheiten legte er 2021 seinen ersten Gedichtband vor.
David Fuchs ist Mitglied der Grazer Autorinnen Autorenversammlung.
Heute lebt er in der Nähe von Linz, wo er als Palliativmediziner arbeitet. Er ist Vater von zwei Kindern.

## Auszeichnungen
- 2016: 1. Platz FM4 Wortlaut
- 2018: Alois Vogel Preis für die Erzählung Das Salz ist zu schade[10]
- 2018: 2. Platz beim Bloggerpreis „Das Debüt 2018“ für den Roman Bevor wir verschwinden
- 2018: 1. Platz beim 16. Feldkircher Lyrikpreis für den Gedichtzyklus handbuch der pflanzenkrankheiten
- 2018: Shortlist für den Österreichischen Buchpreis Debüt für den Roman Bevor wir verschwinden

## Veröffentlichungen
- Bevor wir verschwinden. Roman. Haymon, Innsbruck 2018, ISBN 978-3-7099-3433-3.
- Leichte Böden. Roman. Haymon, Innsbruck 2020, ISBN 978-3-7099-3915-4.
- Handbuch der Pflanzenkrankheiten. Gedichte. Haymon, Innsbruck 2021, ISBN 978-3-7099-8131-3.
- Zwischen Mauern. Roman. Haymon, Innsbruck, 2023, ISBN 978-3-7099-8407-9.